# Игнатий (Триф)
Епи́скоп Игна́тий (рум. Episcop Ignatie, в миру Или́е Триф, рум. Ilie Trif; 7 июля 1976, деревня Билбор, жудец Харгита, Румыния) — епископ Румынской православной церкви, епископ Хушский (Митрополия Молдовы и Буковины).

## Биография
Родился 7 июля 1976 года в Бильборе, жудец Харгита, в Трансильвании. В 10 лет потерял отца. В 1991 году окончил среднюю школу в родном селе. С 1991 по 1992 год обучался в лицее Михая Эминеску в Топлице, после чего перевёлся в духовную семинарию митрополита Симеона (Штефана) в городе Алба-Юлия.
В 1997 году, по окончании семинарии, поступил на богословский факультет Университета Алба-Юлии им. 1 декабря 1918 года. В 1998 году проводил библиографические изыскания в римо-католическом бенедиктинском монастыре Ан-Калька во Франции. В 2001 году закончил богословский факультет.
6 августа 2001 года в архиепископском соборе в Алба-Юлии архиепископом Алба-Юльским Андреем (Андрейкуцом) был рукоположен в сан диакона, а 11 августа того же года там же и тем же архиереем рукоположен в сан пресвитера.
В 2003—2005 годах обучался в магистратуре богословского факультета Университета Алба-Юлии, которую успешно окончил защитив магистрскую диссертацию «Богословие личности у о. Димитрия Стэнилоае. Обзор патристического и современного богословия» (рум. Teologia persoanei în gândirea Părintelui Dumitru Stăniloae. O incursiune în teologia patristică și contemporană). Одновременно, как стипендиат Священного Синода Элладской православной церкви и Фонда государственных стипендий Греции, в 2003 году поступил в докторантуру Афинского университета, В 2003—2004 году проходил курсы новогреческого языка на филологическом факультете того же университета. Тема его диссертации была заявлена как «Вклад современных румынских богословов в межхристианский богословский диалог» (рум. Contribuția teologilor români contemporani la dialogul teologic intercreștin). В 2008 году вернулся в Румынию.
24 февраля 2008 года Троицком монастыре при кафедральном соборе в Алба-Юлии был пострижен в монашество архиепископом Алба-Юльским Андреем (Андрейкуцом). 19 апреля того же года в кафедральном соборе в Алба-Юлии тем же архиереем возведён в сан протосинкелла.
15 марта 2011 году на богословском факультете Бухарестского университета защитил докторскую диссертацию «Святой Григорий Палама и учение о нетварных энергиях» (рум. Sfântul Grigorie Palama și doctrina despre energiile necreate).
19 мая 2011 года в монастыре Афтея в жудеце Алба архиепископом Алба-Юльским Андреем был возведён в сан архимандрита.
24 октября того же года Священный Синод Румынской православной церкви избрал его викарием Испанско-Португальской епархии с титулом «Мурешский».
11 декабря того же года в соборе аргангелов Михаила и Гавриила города Парижа состоялась его епископская хиротония, которую совершили: митрополит Западной и Южной Европы Иосиф (Поп), митрополит Клужский, Албийский, Крисанский и Марамурешский Андрей (Андрейкуц), епископ Итальянский Силуан (Шпан), епископ Испанский и Португальский Тимофей (Лауран), епископа Северной Европы Макарий (Дрэгой), епископ Нямецкий Марк (Альрик), епископ Бакэуский Иоаким (Джосану).
В 2013 года совершенствовал свой английский язык в Центре Англицистики в Дублине, Ирландия.
5 октября 2017 года Священный Синод Румынской православной церкви 39 голосами из 48 избрал его правящим епископом Хушским. 22 октября того же года состоялось его настолование.